# Kuchnia kreolska Luizjany

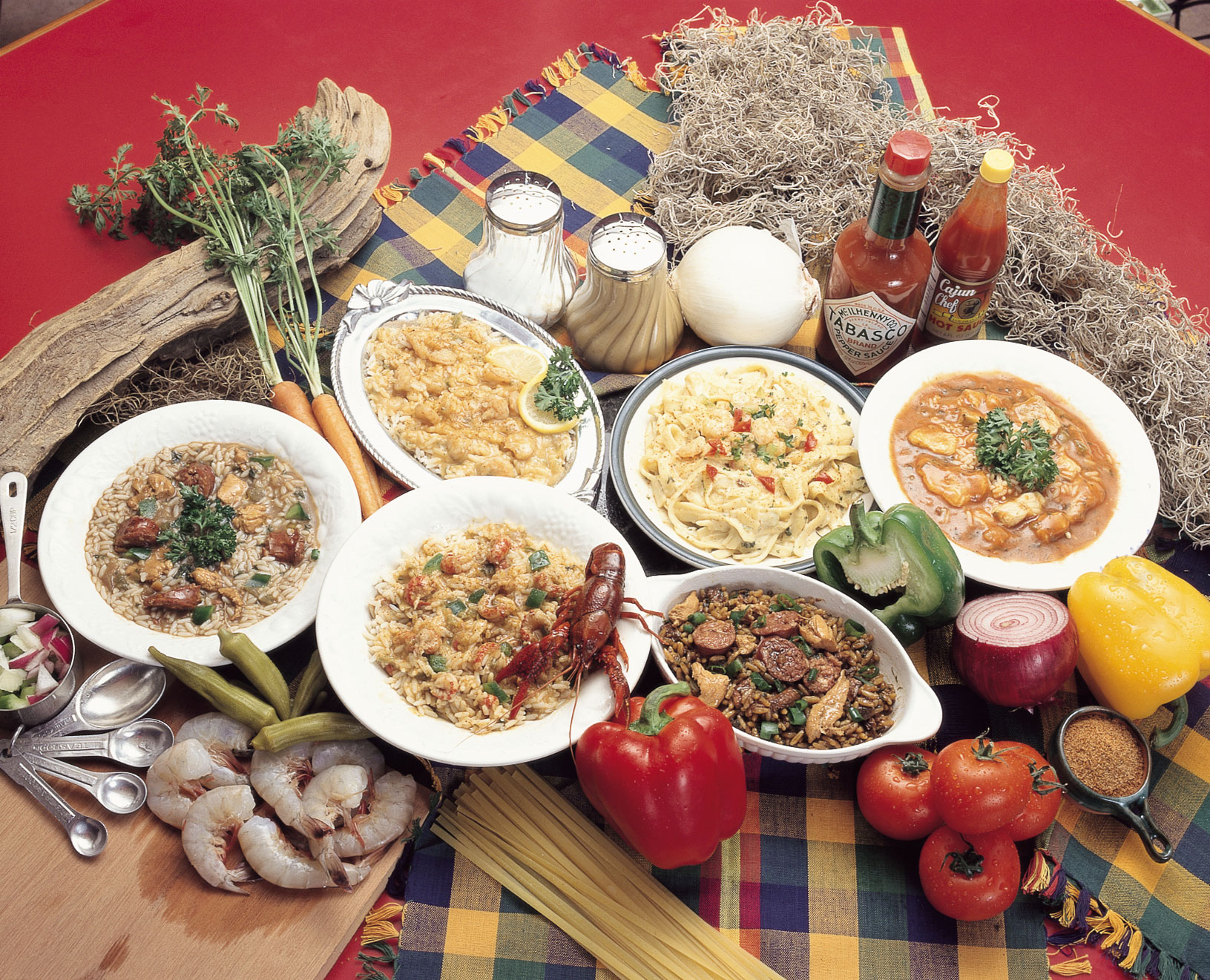
Typowe dania kuchni kreolskiej

Kuchnia kreolska Luizjany – tradycje kulinarne wywodzące się z okolic Nowego Orleanu. W odróżnieniu od bardziej „chłopskiej” kuchni cajun, opiera się na bardziej arystokratycznej kuchni francuskiej z silnym wpływem zwłaszcza kuchni hiszpańskiej i portugalskiej.

## Typowe dania
- Étouffée
- Gumbo
- Jambalaya
- Yakamein